# ساموییتسا
ساموییتسا (به صربی: Samoljica) یک منطقهٔ مسکونی در صربستان است که در بوجانوواچ واقع شده‌است. ساموییتسا ۱٬۳۹۰ نفر جمعیت دارد.